# Poligné
Poligné (en bretó Polinieg) és un municipi francès, situat a la regió de Bretanya, al departament d'Ille i Vilaine. L'any 2006 tenia 1.015 habitants.

## Demografia
| 1962                                       | 1968 | 1975 | 1982 | 1990 | 1999 |
| ------------------------------------------ | ---- | ---- | ---- | ---- | ---- |
| 430                                        | 456  | 447  | 492  | 618  | 760  |
| Des de 1962: població sense dobles comptes |      |      |      |      |      |

## Administració
| Període   | Identitat       | Partit |
| --------- | --------------- | ------ |
| 2001-2008 | Michel Pouëssel |        |
| 2008-     | Guy Rinfray     |        |

## Galeria d'imatges

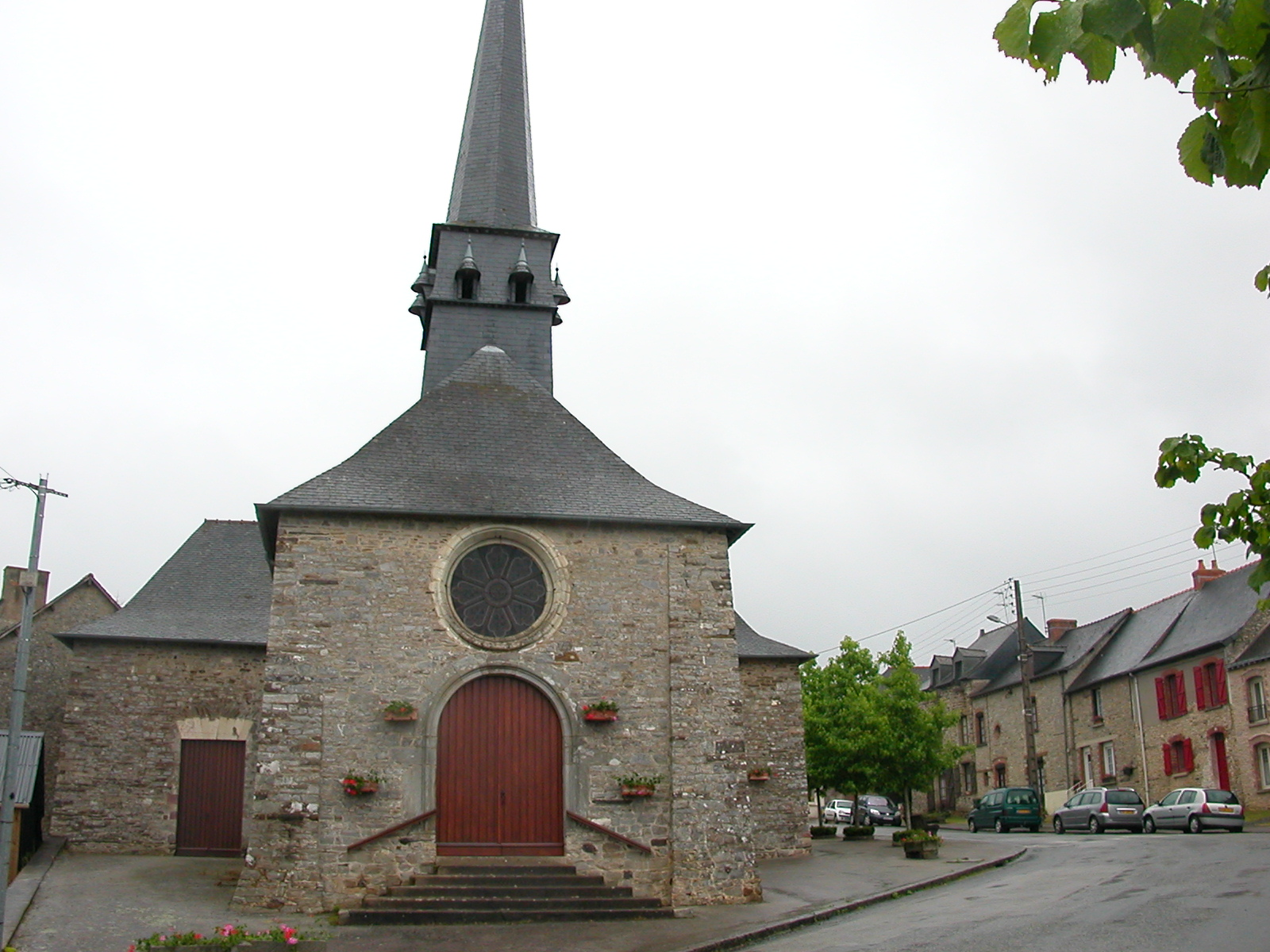
Façana de l'església
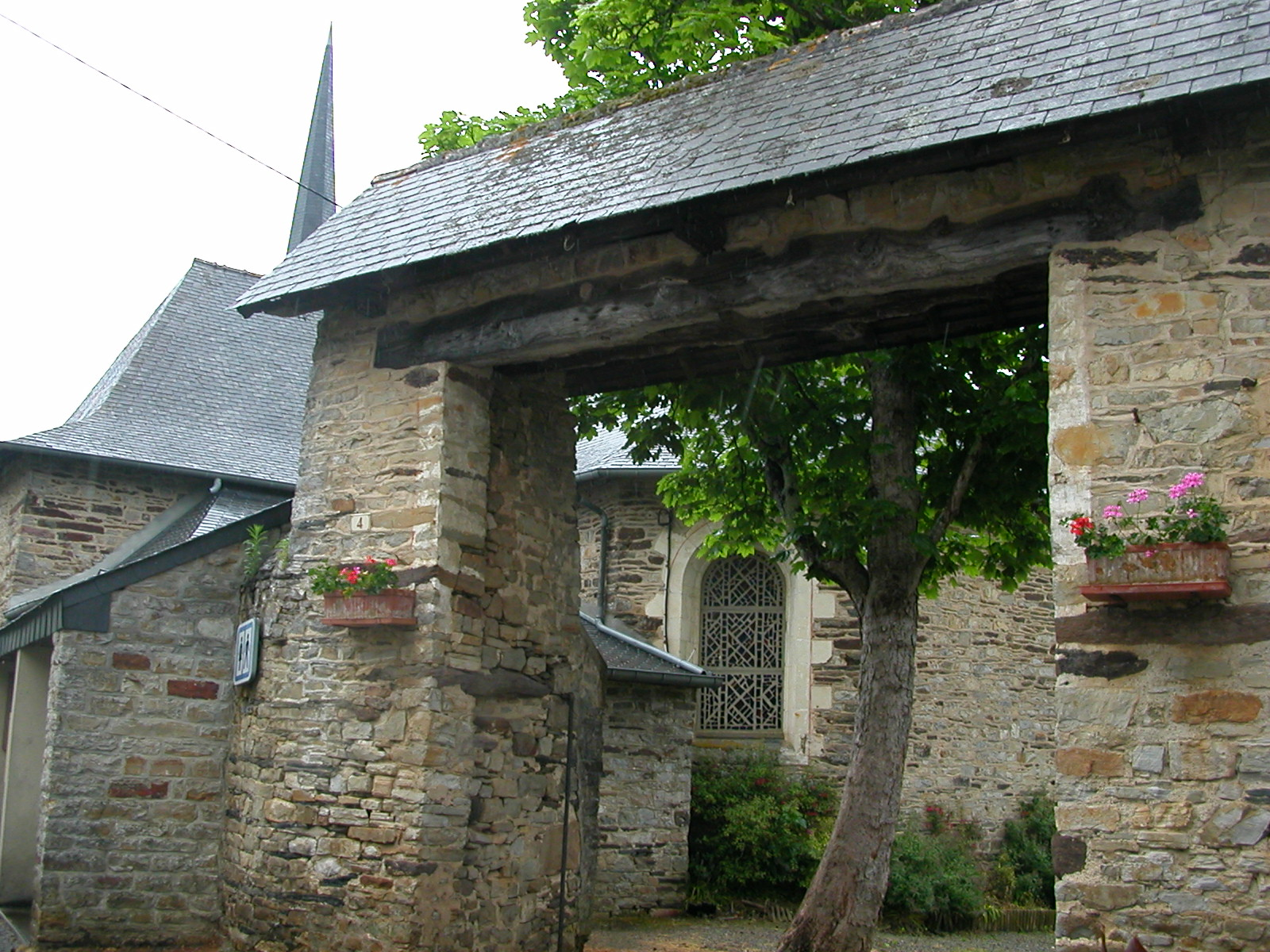
Porxo de l'església
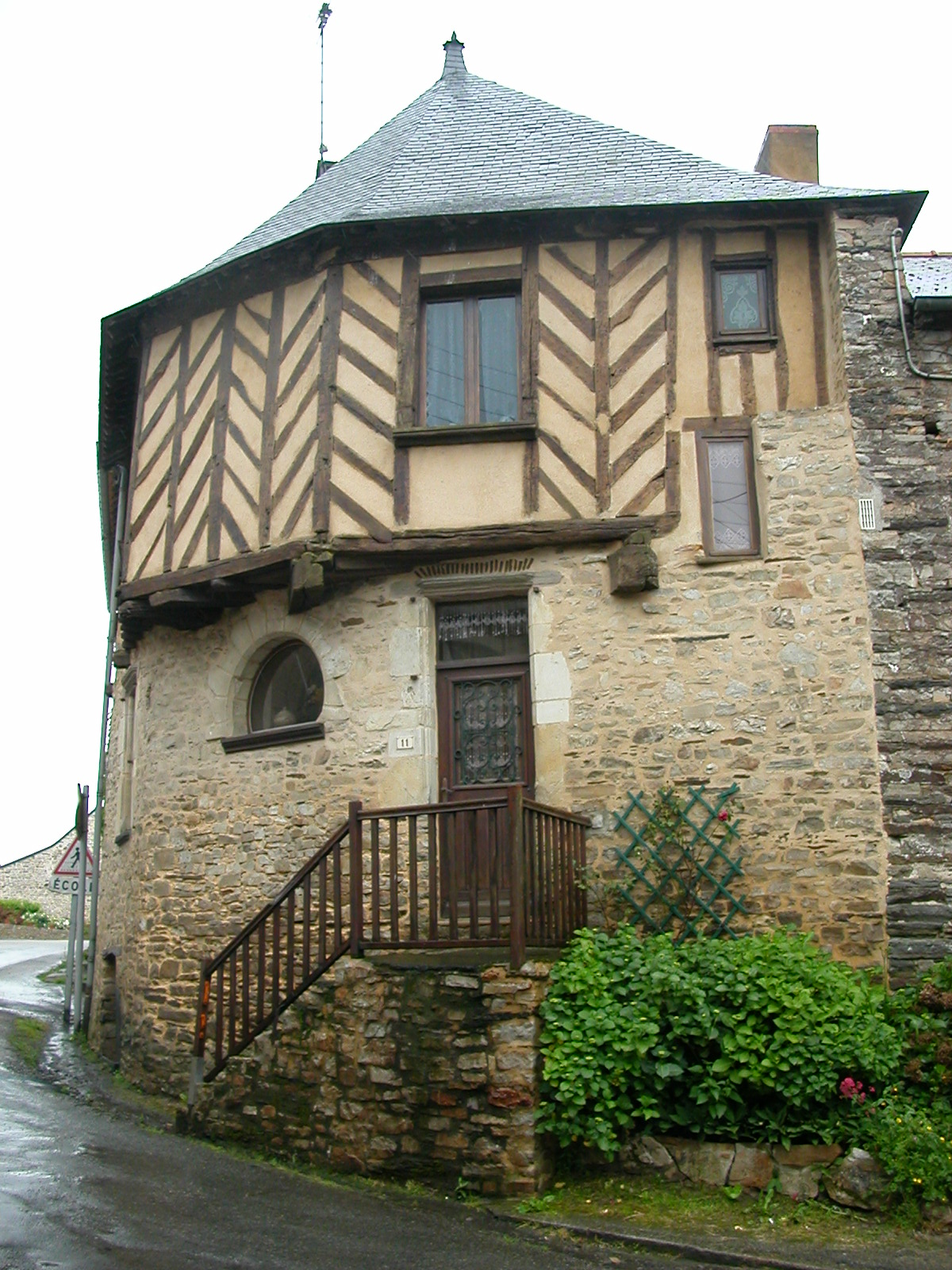
Casa típica amb entramat de fusta